# Tony Romo
Antonio "Tony" Romo (San Diego, 21. travnja 1980.) je američki NFL igrač koji igra na poziciji quarterbacka.
Član je momčadi Dallas Cowboys, za koju igra od 2003. godine i s kojima ima ugovor vrijedan 67,5 milijuna USD. Do tada je nastupao za sveučilišnu momčad Eastern Illinois. Djevojka mu je poznata pjevačica Jessica Simpson, što mu mnogo navijača zamjera, jer smatraju da ima mnogo lošije nastupe otkako je s njom u vezi.

## Vanjske poveznice
- Statistika Tonyja Romoa  Arhivirana inačica izvorne stranice od 11. prosinca 2007. (Wayback Machine)
- Tony Romo na stranici Dallas Cowboysa  Arhivirana inačica izvorne stranice od 12. rujna 2007. (Wayback Machine)
- Tony Romo online  Arhivirana inačica izvorne stranice od 15. siječnja 2008. (Wayback Machine)